# みずき野 (守谷市)
みずき野（みずきの）は、茨城県守谷市の地名。一丁目から八丁目まである。土地区画整理事業により、守谷・小山の各一部より1981年（昭和56年）に新設された東守谷（ひがしもりや）の全域を1982年（昭和57年）に地名変更し、新設された。郵便番号は302-0121。

## 地理
守谷市南部に位置する。自然が多く、開発当初から建築協定（現在は市の地区計画へ移行）で守られた統一感のある街並が特徴の閑静な住宅街である。地域内には遊歩道が整備され、さくらの杜公園（旧・東守谷公園）をはじめ、みずき野中央公園、郷州文化財公園、ざくろ公園など11カ所に公園が配置されている。また、地域内の道路のデザインが評価され、人間道路会議賞を受賞している。四丁目にさくらの杜公園、五丁目に市立郷州小学校・郷州公民館がある。
良好な環境と統一感のある街並を維持する為、大部分（ごく一部の商業地域を除いた住宅地域）がみずき野地区計画の対象地域となっており、各種教室、塾、医院以外のものを建築不可としているほか、高さ10m未満、全域で165m2以上の敷地を確保することの義務、垣や柵に関する制限も設けられている。
東は取手市貝塚・下高井、西・北は本町、南は小山と接している。また、三丁目に近接して関東鉄道常総線戸頭駅があり、駅を挟んでその南側は取手市戸頭である。

### 地価
住宅地の地価は、2014年（平成26年）1月1日の公示地価によれば、みずき野1丁目8番4の地点で7万4900円/m2となっている。

## 歴史
古くは郷州原（守谷字郷州）と呼ばれる樹林地帯であった。現在は全域が三井不動産と金子不動産センターが共同で開発した住宅地「パークシティ守谷」（仮称｢三井不動産守谷住宅地｣。）で、1972年から開発が始まり、1982年～1995年にかけて全1,735区画が分譲された。面積は79haで、「みずき野」の地名ができる前は当地区は「東守谷地区」や「三井団地」などと呼ばれ、1981年から1982年にかけては｢東守谷｣が正式な地名であった。

### 沿革
- 1979年（昭和54年） 三井住宅団地（後のパークシティ守谷）起工式[8]。
- 1981年（昭和56年）
  - 6月8日 字区域の変更提案が町議会で挙げられる[7]。
  - 6月13日 字区域の変更が決定[7]。
  - 北相馬郡守谷町大字守谷、小山の各一部より、東守谷を新設。北相馬郡守谷町大字東守谷となる。
- 1982年（昭和57年） 東守谷の全域よりみずき野一丁目 - 八丁目を新設。北相馬郡守谷町みずき野一丁目 - 八丁目となる。
- 2002年（平成14年）2月2日 市制施行により、守谷市みずき野一丁目 - 八丁目となる。

### 町名の変遷
| 1982年以降の町名 | 1981年の変更後の大字 | 1981年の変更以前の大字 |
| ---------------- | -------------------- | ---------------------- |
| みずき野一丁目   | 東守谷               | 小山、守谷             |
| みずき野二丁目   | 東守谷               | 小山                   |
| みずき野三丁目   | 東守谷               | 小山                   |
| みずき野四丁目   | 東守谷               | 守谷、小山             |
| みずき野五丁目   | 東守谷               | 守谷、小山             |
| みずき野六丁目   | 東守谷               | 守谷                   |
| みずき野七丁目   | 東守谷               | 守谷                   |
| みずき野八丁目   | 東守谷               | 守谷                   |

## 世帯数と人口
2017年（平成29年）8月1日現在の世帯数と人口は以下の通りである。
| 丁目           | 世帯数    | 人口    |
| -------------- | --------- | ------- |
| みずき野一丁目 | 258世帯   | 631人   |
| みずき野二丁目 | 174世帯   | 412人   |
| みずき野三丁目 | 208世帯   | 520人   |
| みずき野四丁目 | 154世帯   | 396人   |
| みずき野五丁目 | 211世帯   | 495人   |
| みずき野六丁目 | 405世帯   | 1,016人 |
| みずき野七丁目 | 304世帯   | 750人   |
| みずき野八丁目 | 290世帯   | 717人   |
| 計             | 2,004世帯 | 4,937人 |

## 交通
首都圏新都市鉄道つくばエクスプレス守谷駅からの路線バスが地域内を走っている。また、みずき野一丁目に近接して関東鉄道常総線南守谷駅、三丁目に近接して関東鉄道常総線戸頭駅がある。
路線バス
地域内には 「パークシティ守谷」、「さくらんぼ公園前」「みずき野七丁目」、「けやき通り中央」、「さくらの杜公園前」、「みずき野野球場前」、「パークスクエア前」、「いちょう通り中央」、「パークシティ守谷入口」の9つの停留所がある。「パークシティ守谷」、「さくらんぼ公園前」は2009年12月29日から休止中だが、2010年10月1日の新路線開設に伴い再開予定。また、「みずき野七丁目」停留所は「けやき通り中央行」が通過しない。
| 系統                             | 主要経由地                                                       | 行先           | 運行会社 |
| -------------------------------- | ---------------------------------------------------------------- | -------------- | -------- |
|                                  | さくらの杜公園前・みずき野七丁目・谷井田・山王局前               | 取手駅西口     | ■関鉄    |
|                                  | いちょう通り中央・さくらの杜公園前・みずき野七丁目・谷井田       | 大橋           | ■関鉄    |
| 深夜                             | いちょう通り中央・さくらの杜公園前                               | けやき通り中央 | ■関鉄    |
| 循環                             | いちょう通り中央・さくらの杜公園前・いちょう通り中央             | 守谷駅東口     | ■関鉄    |
|                                  | けやき通り中央・さくらの杜公園前・いちょう通り中央・南守谷駅入口 | 守谷駅東口     | ■関鉄    |
|                                  | みずき野七丁目・さくらの杜公園前・いちょう通り中央・南守谷駅入口 | 守谷駅東口     | ■関鉄    |
| 備考 深夜は23時以降・料金5割増。 |                                                                  |                |          |

## 小・中学校の学区
市立小・中学校に通う場合、学区は以下の通りとなる。
| 丁目   | 番地 | 小学校     | 中学校     |
| ------ | ---- | ---------- | ---------- |
| 一丁目 | 全域 | 郷州小学校 | 愛宕中学校 |
| 二丁目 | 全域 | 郷州小学校 | 愛宕中学校 |
| 三丁目 | 全域 | 郷州小学校 | 愛宕中学校 |
| 四丁目 | 全域 | 郷州小学校 | 愛宕中学校 |
| 五丁目 | 全域 | 郷州小学校 | 愛宕中学校 |
| 六丁目 | 全域 | 郷州小学校 | 愛宕中学校 |
| 七丁目 | 全域 | 郷州小学校 | 愛宕中学校 |
| 八丁目 | 全域 | 郷州小学校 | 愛宕中学校 |

## 施設
- 守谷消防署南守谷出張所 - みずき野一丁目16番地1
- みずき野幼稚園 - みずき野五丁目2番地1
- 守谷市立郷州小学校 - みずき野五丁目4番地1
- 郷州公民館 - みずき野五丁目3番地3
  - 守谷中央図書館郷州公民館図書室
- 守谷みずき野郵便局 - みずき野七丁目2番地8
- さくらの杜公園 - （20,000m2・近隣公園）
- みずき野中央公園 - みずき野五丁目1番地（7,428m2・街区公園）
- 郷州文化財公園 - みずき野七丁目16番地1（7,298m2・街区公園）
- くわのみ公園 - みずき野三丁目12番地23（3,299m2・街区公園）
- さくらんぼ公園 - みずき野六丁目14番地13（2,607m2・街区公園）
- ざくろ公園 - みずき野五丁目17番地13（2,448m2・街区公園）
- くりのき公園 - みずき野一丁目5番地1（2,042m2・街区公園）
- どんぐり公園 - みずき野七丁目16番地2（2,034m2・街区公園）
- あんず公園 - みずき野八丁目12番地（1,847m2・街区公園）
- もものき公園 - みずき野七丁目7番地15（724m2・街区公園）
- かきのき公園 - みずき野五丁目7番地7（686m2・街区公園）
- みずき野野球場
- パークスクエア - みずき野五丁目3番地1
  - みずき野市場
  - 守谷インターナショナルスイミングスクール
- みずき野グリーンテニスクラブ - みずき野五丁目19番地

## 画像

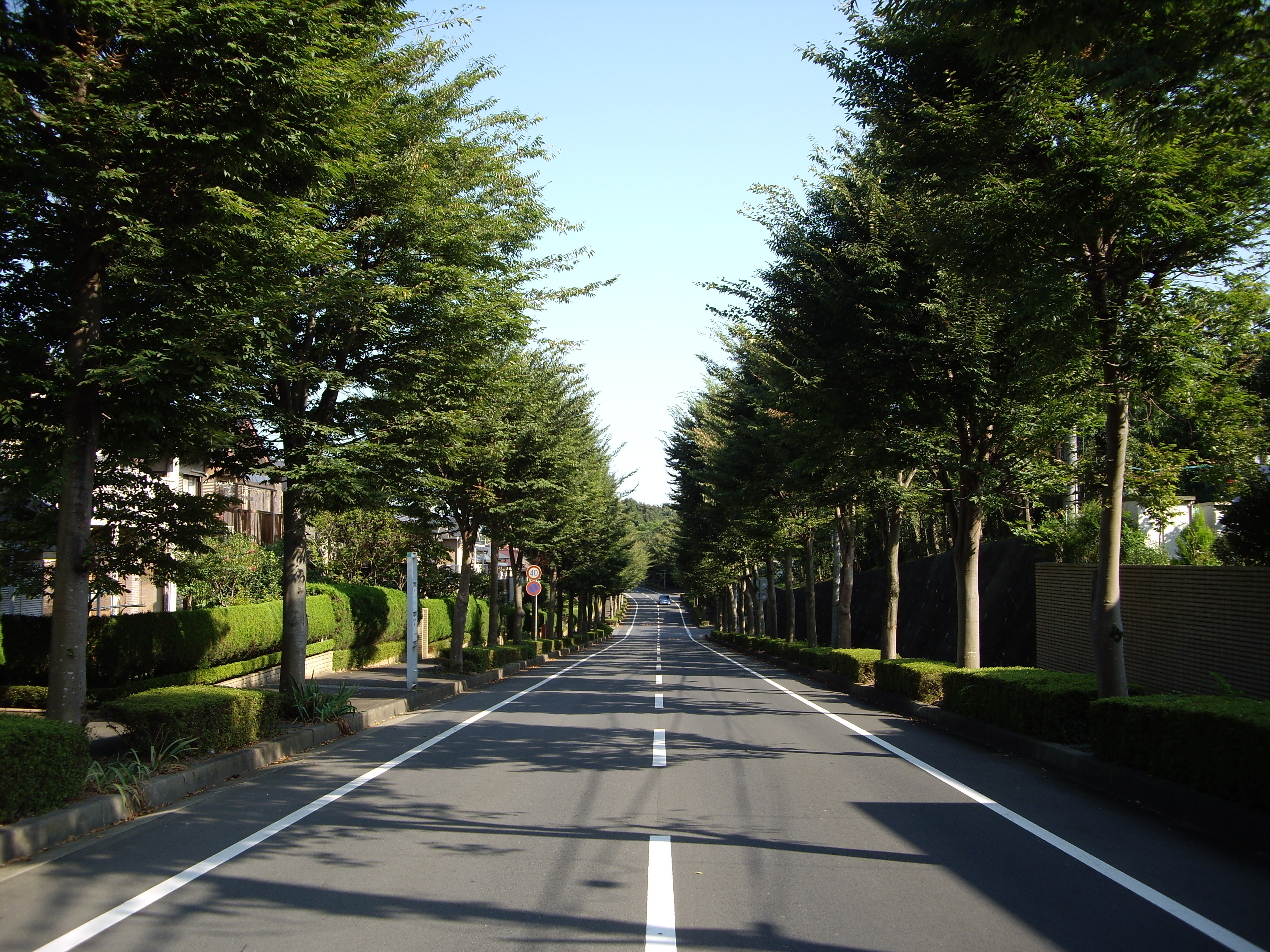
けやき通り（みずき野六丁目）
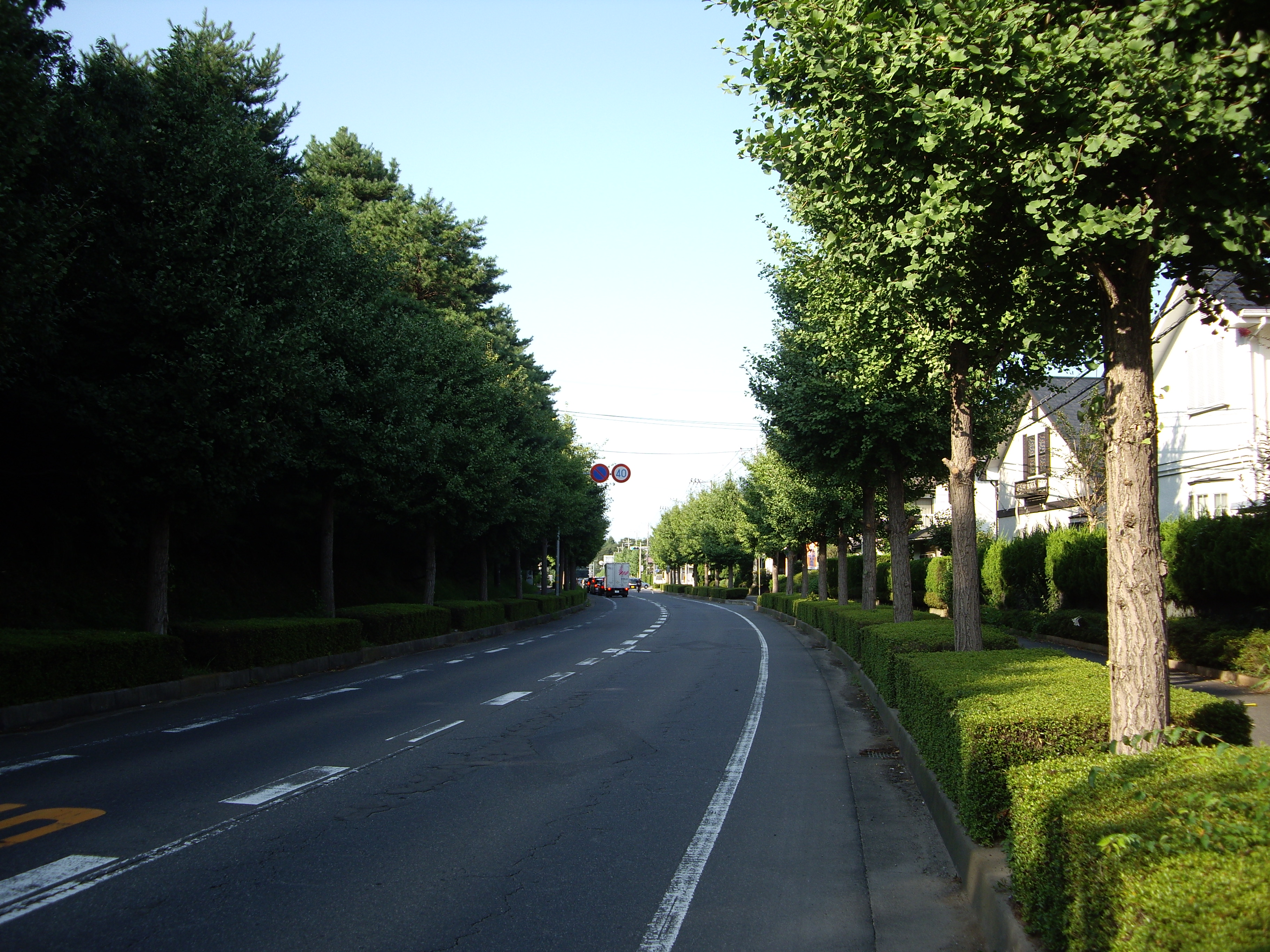
いちょう通り（みずき野五丁目）
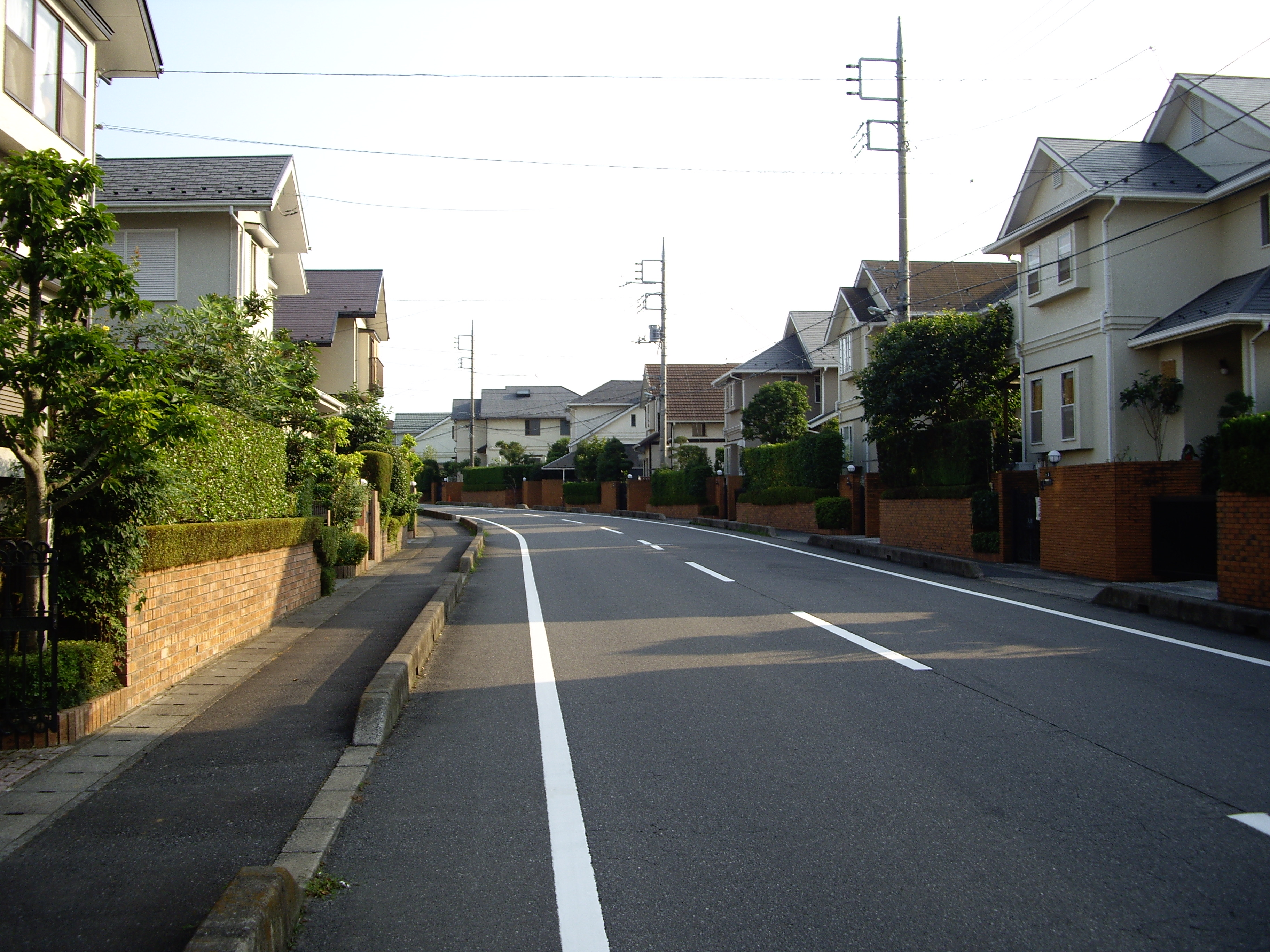
みずき野四丁目
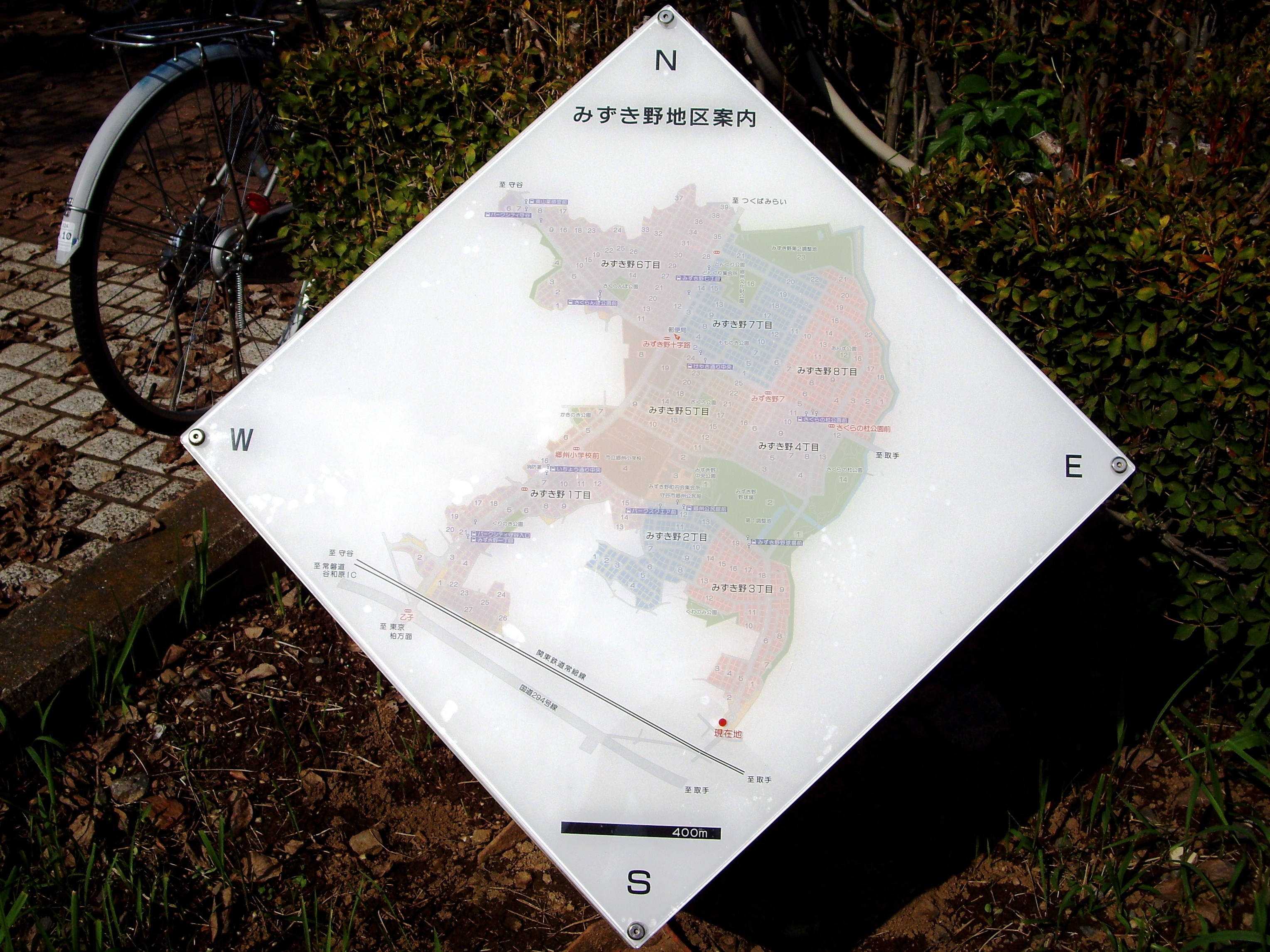
みずき野地区案内表示板

## 関連サイト
- TSUKUBA EXPRESS&Mitsui Fudosan
- 住まいのヒストリー・TX開通の25年前に生まれた公園都市
- みずき野町内会